# Campionato Internazionale 1923-1924
La stagione 1923-1924 è stato il quattordicesimo Campionato Internazionale, e ha visto campione l'Hockey-Club Château-d'Œx.

## Gruppi

### Serie Est
| St. Moritz 5 gennaio 1924 | St. Moritz | 2 – 1 referto | Davos |  |

### Serie Ovest

#### Gruppo 1

##### Classifica
| Posizione | Squadra         | G | V | N | P | GF | GF | DR  | Punti | Osservazioni                        |
| --------- | --------------- | - | - | - | - | -- | -- | --- | ----- | ----------------------------------- |
| 1.        | Bellerive Vevey | 2 | 2 | 0 | 0 | 13 | 4  | 9   | 4     | Qualificato alla finale Serie Ovest |
| 2.        | Villars         | 2 | 1 | 0 | 1 | 9  | 5  | 4   | 2     |                                     |
| 3.        | Servette        | 2 | 0 | 0 | 2 | 0  | 13 | -13 | 0     |                                     |

##### Risultati
| Villars-sur-Ollon 5/6 gennaio 1924 | Villars | 5 – 0 referto | Servette |  |

| Villars-sur-Ollon 5/6 gennaio 1924 | Villars | 4 – 5 referto | Bellerive Vevey |  |

| Villars-sur-Ollon 5/6 gennaio 1924 | Servette | 0 – 8 referto | Bellerive Vevey |  |

#### Gruppo 2

##### Classifica
| Posizione | Squadra      | G | V | N | P | GF | GF | DR  | Punti | Osservazioni                        |
| --------- | ------------ | - | - | - | - | -- | -- | --- | ----- | ----------------------------------- |
| 1.        | Château-d'Œx | 2 | 2 | 0 | 0 | 14 | 2  | 12  | 4     | Qualificato alla finale Serie Ovest |
| 2.        | Rosey-Gstaad | 2 | 1 | 0 | 1 | 13 | 4  | 9   | 2     |                                     |
| 3.        | Losanna      | 2 | 0 | 0 | 2 | 1  | 22 | -21 | 0     |                                     |

##### Risultati
| Villars-sur-Ollon 5/6 gennaio 1924 | Losanna | 1 – 10 referto | Château-d'Œx |  |

| Villars-sur-Ollon 5/6 gennaio 1924 | Losanna | 0 – 12 referto | Rosey-Gstaad |  |

| Villars-sur-Ollon 5/6 gennaio 1924 | Rosey-Gstaad | 1 – 4 referto | Château-d'Œx |  |

#### Finale
| Villars-sur-Ollon 5/6 gennaio 1924 | Château-d'Œx | 4 – 2 referto | Bellerive Vevey |  |

## Finale
| Gstaad 20 gennaio 1924 | Château-d'Œx | 3 – 2 referto | Davos |  |

L'Eishockeyclub St. Moritz non poteva effettuare la trasferta, quindi per la finale è stato ripescato il secondo classificato della Serie Est ovvero l'Hockey Club Davos.

## Verdetti
| Campionato Nazionale 1923-1924 | Campionato Nazionale 1923-1924 |
| ------------------------------ | ------------------------------ |
| Campionato Internazionale      | Château-d'Œx                   |